# فریدون فروغی
فریدون فروغی (زادهٔ ۹ بهمن ۱۳۲۹ − درگذشتهٔ ۱۳ مهر ۱۳۸۰) آهنگساز، نوازنده و خوانندهٔ ایرانی بود.

## تولد و تحصیلات
فریدون فروغی در ۹ بهمن ۱۳۲۹ در محله سلسبیل تهران متولد شد. پدرش فتح‌الله فروغی، کارمند ادارهٔ دخانیات بود و در تنهایی خود شعر می‌سرود و تار می‌نواخت. خانوادهٔ پدری او از ملاکان بزرگ نراق بودند. در ابتدا پدر نام فرهاد را برای او انتخاب کرد، ولی با خواست پدربزرگش، نام او به فریدون تغییر یافت. او آخرین فرزند خانواده بود که سه خواهر بزرگ‌تر از خود به نام‌های پروانه، عفت و فروغ داشت. او در سال ۱۳۳۵ و از سن شش‌سالگی، تحصیل را آغاز کرد و سرانجام در سال ۱۳۴۷ مدرک دیپلم علوم طبیعی را گرفت و پس از آن دیگر به تحصیل ادامه نداد. وی موسیقی را بدون داشتن استاد و با توجه به علاقه‌ای که به موسیقی راک و به‌خصوص آثار ری چارلز داشت، با تمرین فراوان آموخت.

## دههٔ ۴۰ و اجرا در کافه‌ها
فروغی در سن ۱۶ سالگی، با همراهی گروهی از نوازندگان، موسیقی را به صورت جدی شروع کرد و در مکان‌های مختلف، ترانه‌ها و آهنگ‌های غربی معروف آن روزگار به خصوص موسیقی بلوز را اجرا کرد و تا سن ۱۸ سالگی فعالیت خود را به همین صورت ادامه داد. در این دوران، او بر اثر یک شکست عشقی، از موسیقی دست کشید؛ اما پس از مدتی کوتاه، در سال ۱۳۴۸ صاحب کاباره کازابای شیراز از فروغی و همراهانش برای اجرا در آن مکان دعوت کرد∗ (زمان سفر فروغی به شیراز و همکاری‌اش با کازابا، اوایل دههٔ پنجاه و هم‌زمان با انتشار موسیقی فیلم تنگنا مشخص شده است که به احتمال نزدیک به یقین صحیح نیست). در اواخر دههٔ چهل، او به خوانندهٔ بلندآوازهٔ کلوپ‌های شبانه تهران قدیم و ستارهٔ صحنهٔ کافه‌های معروفی چون مارکیز و کاکوله بدل شد.

## دههٔ ۵۰ و شهرت

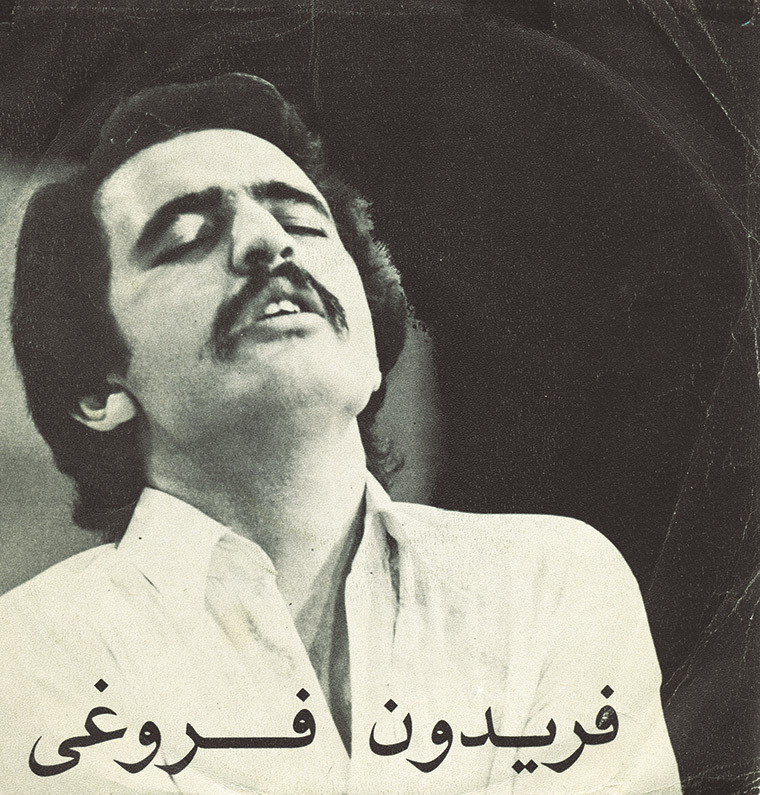
پشت جلد صفحه گرامافون ترانهٔ نماز

در سال ۱۳۵۰، خسرو هریتاش، کارگردان فیلم آدمک در تلاش برای پیدا کردن خواننده‌ای تازه‌نفس بود که فریدون فروغی به او معرفی شد و با یک‌بار زمزمه کردن ترانه‌ها، خسرو هریتاش متوجه شد که شخصی را که به دنبالش بوده یافته است. در نتیجه، دو ترانه به نام‌های «آدمک» و «پروانهٔ من» را با موسیقی تورج شعبان‌خانی، برای فیلم هریتاش اجرا کرد. پس از اکران فیلم، صفحه‌های ۴۵ دور این دو ترانه، در صفحه‌فروشی‌های معروفی چون آل کوردوبس، پاپ، دیسکو، بتهوون و پارس عرضه شد. این دو ترانه بسیار شنیده شد و بر سر زبان‌ها افتاد. در پی آن فریدون فروغی به شهرت رسید. گرچه در آن زمان به او خرده می‌گرفتند که صدای فرهاد را تقلید می‌کند اما همین باعث شد تا دیگر زیر سایهٔ نام خوانندهٔ محبوبش ری چارلز قرار نگیرد.
بعد از گذشت مدتی، فرشید رمزی - کارگردان نمایش تلویزیونی شش و هشت - با فریدون فروغی قرارداد بست و فروغی در سال ۱۳۵۱، بعد از پنج‌سال مشابه‌خوانی آثار ری چارلز را کنار گذاشت. این همکاری باعث تولد آثاری چون «زندون دل» و «غم تنهایی» با اشعاری از آرش سزاوار و آهنگسازی ویلیام خنو شد که اولی، فروغی را تبدیل به هنرمندی صاحب سبک کرد. «فتنهٔ چکمه‌پوش» ساختهٔ همایون بهادران دومین فیلم سینمایی بود که فروغی در سال ۱۳۵۱، برای تیتراژ آن ترانه‌ای را به همین نام اجرا کرد. در همین سال توسط یکی از دوستانش با گلی فتوره‌چی آشنا شد و با او ازدواج کرد.
در سال ۱۳۵۲، تنگنا ساختهٔ امیر نادری با ملودی‌های شورانگیز و تکان‌دهندهٔ منفردزاده،که بعد ها با دو نسخه منتشر شد در صدای فروغی را بر تیتراژ داشت. در همان سال چندین ترانه اجرا کرد که شاخص‌ترین آن‌ها «نماز» (نیاز) با شعری از شهیار قنبری و موسیقی منفردزاده بود؛ ترانه‌ای که منجر به بازخواست هر سه نفر از طرف ساواک شد. او ترانهٔ «هوای تازه» را در همین سال در برنامهٔ تلویزیونی رنگارنگ اجرا کرد و همچنین در همین سال است که به درخواست فرزان دلجو ترانه‌ای را برای فیلم یاران (با بازی و کارگردانی دلجو) خواند.
در سال ۱۳۵۳، فروغی به‌علت عدم تفاهم با همسرش از او جدا شد. در همین سال ترانهٔ «همیشه غایب» را با شعری از شهیار قنبری، موسیقی ویلیام خنو و تنظیم واروژان اجرا کرد. این ترانه، پیش‌تر با نام «ماهی خسته» و شعری از علی‌اصغر میرزالو اجرا شده بود. او که رفته‌رفته به هنرمند باتجربه‌ای تبدیل می‌شد، اقدام به جمع‌آوری آثار خود کرد و اولین آلبوم خود را با نام زندون دل به بازار عرضه کرد. دومین آلبومش را با نام یاران در سال ۱۳۵۴ منتشر کرد و در همین سال به‌علت اجرای ترانهٔ «سال قحطی» از طرف حکومت شاهنشاهی به‌مدت دو سال از فعالیت منع شد. در سال ۱۳۵۶، پس از اعلام فضای باز سیاسی توسط حکومت، فروغی بعد از دو سال ممنوعیت کاری سومین آلبوم خود را با نام سال قحطی منتشر کرد در بهمن همان سال، پدرش در اثر بیماری ذات‌الریه از دنیا رفت.

## انقلاب و «یار دبستانی»
در سال ۱۳۵۷، با وخیم شدن اوضاع سیاسی ایران، فروغی اعتراض خود را به اوضاع کشور با انتشار آلبوم بت‌شکن اعلام می‌دارد و در همین سال ترانه‌ای به نام «روسپی» را اجرا می‌کند که هرگز مجوز پخش نمی‌گیرد. در سال ۱۳۵۸، بعد از انقلاب، فروغی در ایران می‌ماند و کنسرت اجرا می‌کند که ترانه‌های این کنسرت را در آلبوم فریدون فروغی با آغازی نو جای می‌دهد و دلیل نام‌گذاری آلبوم به این نام، وجود ترانه‌های ریتمیکی مانند «حقه» («مشتی ماشالله») و «شیاد» است که در کارنامهٔ فروغی مانند آن‌ها وجود نداشت. بعد از انتشار این کاست، در سال ۱۳۵۹، فروغی ترانهٔ یار دبستانی را برای فیلم از فریاد تا ترور به کارگردانی منصور تهرانی اجرا می‌کند که در تیتراژ فیلم استفاده می‌شود. درحالی که هنوز هیچ منع رسمی‌ای برای فعالیت فروغی اعلام نشده بود، به منصور تهرانی خبر می‌دهند که باید صدای فروغی را از تیتراژ فیلمش حذف کند. در نتیجه جمشید جم خواندن این ترانه را برعهده می‌گیرد. در همین زمان است که زمزمه‌هایی در مورد ممنوعیت فعالیت فروغی شنیده می‌شود. او در همین سال ترانهٔ «کوچهٔ شهر دلم» را می‌خواند.

## دههٔ ۶۰ و ۷۰ خورشیدی
فروغی در سال ۱۳۶۰، چند ترانهٔ خود را همراه با چند ترانه از کوروش یغمایی در آلبومی با عنوان سُلٰ جای می‌دهد و طی سال‌های ۶۰ و ۶۱ آهنگ چهار قسمتی «چرا نه؟» را می‌سازد و اجرا می‌کند. در سال ۱۳۶۵ سفر به دبی، فروغی را تا پای پیوستن به هنرمندان دور از وطن پیش برد، اما پیشنهادهای تهیه‌کنندگان آن سوی آب، او را به رفتن راضی نکرد. در نتیجه وی، در دهه ۶۰ دوبار به زندان افتاد؛ یک بار قزل حصار و بار دیگر در کچویی. برخلاف شایعات، دلیل زندانی شدن فروغی هرگز سیاسی نبود. یکی از هم‌بندان او تعریف می‌کند: روزی فریدون از پله‌های بند افتاد و پایش صدمه دید. یکدفعه با آن صدای قوی‌اش زد زیر آواز و خواند: «دیگه این قوزک پا یاری رفتن نداره…!».
در اسفند سال ۱۳۷۲ با سوسن معادلیان آشنا می‌شود و در خرداد ۱۳۷۳ با یکدیگر ازدواج می‌کنند. ازدواج، موجب تحولی مثبت در او می‌شود و دوباره فعالیتش را از سر می‌گیرد؛ شعر می‌گوید، آهنگ می‌سازد و شروع به تدریس می‌نماید. در اسفندماه سال ۱۳۷۷ موفق به برگزاری کنسرتی در تالار حافظ دانشگاه کیش می‌شود. پس از ۴ روز برگزاری کنسرت در کیش، به تهران می‌آید. علی‌رغم درخواست‌هایی که از شهرستان‌های دیگر برای برگزاری کنسرت ارسال می‌شود، با برگزاری آن در شهرستان‌های دیگر موافقت نمی‌شود و فروغی در تابستان ۱۳۷۸ و پائیز ۱۳۷۹ مجدد به کیش بازمی‌گردد و به اجرای برنامه در هتل آنای کیش می‌پردازد. در فروردین سال ۱۳۷۹ به پیشنهاد حمیدرضا آشتیانی‌پور (کارگردان) و به امید اخذ مجوز، «می‌تراود مهتاب» را با شعری از نیما یوشیج برای فیلم دختری به نام تندر می‌خواند اما شرایط تغییری نمی‌کند. گرچه ترانهٔ فروغی در انتهای فیلم در جشنوارهٔ فیلم فجر پخش می‌شود. پیش از این هم کیومرث پوراحمد نمی‌تواند مجوز حضور او را به‌عنوان بازیگر برای پروژه فیلم گل یخ (که داستان آن دربارهٔ زندگی یک خوانندهٔ محکوم به سکوت بود) بگیرد.

## درگذشت

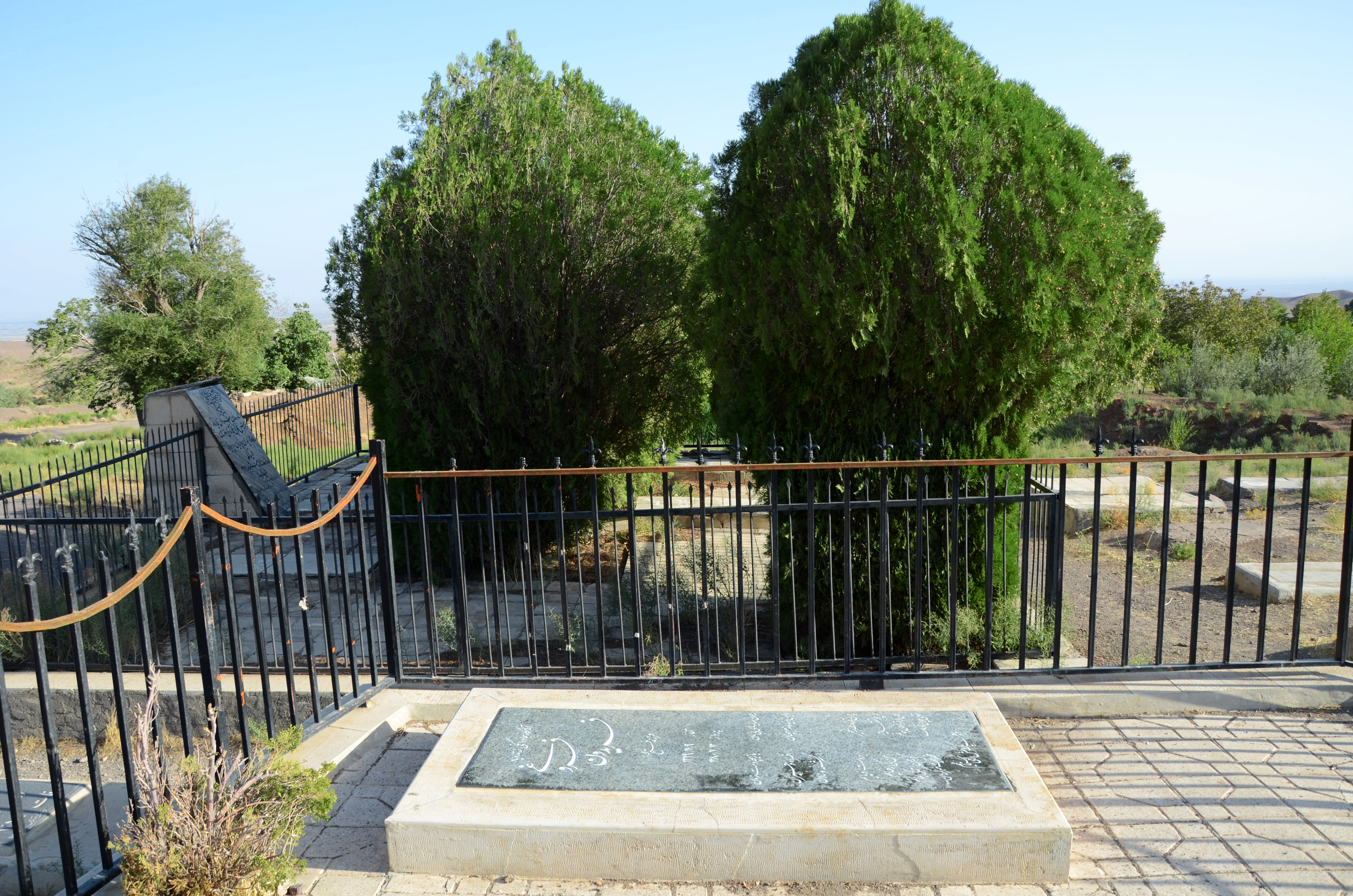
آرامگاه فریدون فروغی در روستای قورقورک

سنگ قبر وی

وی در روز جمعه ۱۳ مهر ۱۳۸۰، در منزلش در تهران‌پارس به‌دلیل سکته قلبی در سن ۵۰ سالگی درگذشت. او را در روستای قورقورک از توابع بوئین‌زهرا قزوین به خاک سپردند.
شهیار قنبری (خواننده، ترانه‌سرا، آهنگساز و دوست قدیمی فریدون فروغی) در مورد مرگ او می‌گوید:
«فریدون فروغی برای دومین بار می‌میرد. نخستین بار وقتی مرد که نتوانست بخواند و دومین بار وقتی مرد که می‌خواست بخواند. فریدون را فراموشی و خاموشی کشت.»

## آثار
- ۱۳۵۰ - ترانهٔ «آدمک» و «پروانهٔ ی من» برای فیلم آدمک، ترانهٔ «ماهی خسته» (با صدای فروغی، نلی و کیوان)
- ۱۳۵۱ - ترانهٔ «فتنهٔ چکمه‌پوش» برای تیتراژ فیلم فتنهٔ چکمه‌پوش
- ۱۳۵۲ - ترانهٔ «تنگنا» برای تیتراژ فیلم تنگنا، خوانندهٔ موسیقی فیلم زن باکره، خوانندهٔ موسیقی فیلم کیفر، اجرای چندین ترانه؛ شاخص‌ترین آن‌ها ترانهٔ «نماز»، اجرای ترانه «هوای تازه» برای برنامهٔ تلویزیونی رنگارنگ، ترانه‌ای برای فیلم یاران می‌خواند
- ۱۳۵۳ - اجرای ترانهٔ «همیشه غایب»، آلبوم زندون دل
- ۱۳۵۴ - آلبوم یاران
- ۱۳۵۶ - آلبوم سال قحطی
- ۱۳۵۷ - آلبوم بت‌شکن، ترانهٔ «روسپی» (مجوز پخش داده نشد)
- ۱۳۵۸ - آلبوم فروغی با آغازی نو (ترانه‌های کنسرت ۱۳۵۸ فروغی در ایران) - این آلبوم به دو تا چشم سیاه داری نیز معروف است[نیازمند منبع]، ترانهٔ «طاهره» (شعر از طاهره قره‌العین)
- ۱۳۵۹ - ترانهٔ یار دبستانی برای تیتراژ فیلم از فریاد تا ترور، ترانهٔ «کوچه شهر دلم»
- ۱۳۶۰ - آلبوم سُل (همکاری کوروش یغمایی و فریدون فروغی)
- ۱۳۶۰–۱۳۶۱ - آهنگ چهار قسمتی «چرا نه؟»
- ۱۳۷۹- ترانهٔ «می‌تراود مهتاب» برای فیلم دختری به نام تندر

## آهنگ‌های گم‌شده
در سال ۱۳۸۸ - هشت سال پس از مرگ فروغی - ترانه‌های «ماهی خسته» (اجرای سال ۱۳۵۰، با صدای فروغی، نلی و کیوان) و بازخوانی دو ترانهٔ "My Love Is in the Hot Town" و "I Live with Your Dream" در اینترنت منتشر شدند. «آرش قاسمی» وکیل خانوادهٔ فروغی اصرار داشت این آهنگ‌ها در داخل ایران و در کنار سایر آثار فریدون عرضه شوند: 
«فریدون هیچوقت وطنش را ترک نکرد و همیشه می‌گفت کارهای من برای مردم این خاک است. ما هم نمی‌خواهیم خلاف میل او عمل کنیم و آنقدر صبر می‌کنیم تا مجوز انتشار این آهنگ‌ها صادر شود.»
 این چند آهنگ قبل از منتشر شدن در فضای مجازی تنها در اختیار وکیل، خانواده و فرزند قراملکی بود.∗

## آهنگ «دو پنجره»
آهنگ دو پنجره با شعری اردلان سرفراز، آهنگی از حسن شماعی‌زاده و تنظیم واروژان که ابتدا قرار بود با صدای فریدون فروغی اجرا شود و یک پیش تولید (منتشر نشده) با صدای او نیز ضبط شد و اما چون تهیه‌کنندهٔ ایشان از تعهداتش برنیامد، تهیه‌کنندهٔ گوگوش (آهنگ روز) وارد ماجرا گردید و پس از رایزنی با عوامل کار، سرانجام این قطعه برای اجرا توسط گوگوش به او داده شد.

## در وصف فروغی
- فیلم مستندی به نام «قریه من» دربارهٔ زندگی و مرگ فروغی به کارگردانی مهران زینت توسط مؤسسهٔ بتهوون منتشر شده است.∗
- سیاوش قمیشی پس از مرگ فروغی و به‌یاد او ترانه «آخرین نامه» را ساخت و اجرا کرد. این ترانه در آلبوم نقاب سیاوش قمیشی منتشر شده است.
- شادمهر عقیلی در ستایش او ترانهٔ «قفس» را اجرا کرد. همچنین شادمهر در آلبوم نغمه‌های شرقی چندین آهنگ از فریدون را به صورت بی‌کلام اجرا کرد.
- بهرام پاییز، خواننده‌ای است که ترانه‌های فروغی را بازخوانی کرده و در آلبومی به نام «غم تنهایی» با تنظیم امیر جاودان و به یاد فریدون فروغی منتشر کرده است.∗
- محسن نامجو ترانهٔ «طاهره» را با نام «روبرو» در آلبوم از پوست نارنگی مدد باز اجرا و به فریدون فروغی تقدیم کرده است.